# Julia Pachalina
Julia Vladimirovna Pachalina (ryska: Юлия Владимировна Пахалина), född den 12 september 1977 i Penza, är en rysk simhoppare.
Hon tog OS-brons i synkroniserade svikthopp i samband med de olympiska simhoppstävlingarna 2008 i Peking.